# Монтеварки
Монтеварки (итал. Montevarchi) — коммуна в Италии, расположена в области Тоскана, в провинции Ареццо.
Население составляет 22 945 человек (на 2008 год), плотность населения составляет 404 чел./км². Занимает площадь 57 км². Почтовый индекс — 52025. Телефонный код — 055.
Покровителем коммуны почитается священномученик Лаврентий, празднование 10 августа.

## Демография
Динамика населения:

## Администрация коммуны
- Официальный сайт: http://www.comune.montevarchi.ar.it/

## Известные уроженцы
- Мария Тереза Иисуса (1825─1889) ─ блаженная римско-католической церкви, монахиня, основательница Конгрегации Сестёр Нашей Госпожи Кармельской.